# K-Wagen
Le K-Wagen (ou Großkampfwagen) est un char super-lourd allemand de la Première Guerre mondiale.

## Histoire
L’idée de concevoir un char géant émerge chez les Allemands au début de l’année 1917, alors que plusieurs projets de chars sont déjà lancés, le plus avancé étant celui de l’A7V. Ce dernier n’est pas apprécié du Chefkraft, le colonel Mayer, qui se fait l’avocat du nouveau projet, appelé K-Wagen. L’A7V ayant montré sa supériorité lors des essais du mois de mai, une première tentative de Mayer pour en faire commander dix échoue, mais, usant de son influence, il parvient finalement à ses fins et obtient l’accord du ministère de la guerre le 28 juin 1917,.
Mayer n’ayant pas les compétences techniques pour diriger la conception du véhicule, il obtient que l’ingénieur Joseph Vollmer, le concepteur de l’A7V, soit mis à sa disposition. Ce dernier, qui considère le projet comme une absurdité, tente alors de faire modifier les caractéristiques envisagées afin de le rendre plus réaliste.
Alors que le délai de développement initialement envisagé était de un an, l’Oberste Heeresleitung (OHL, « commandement suprême de l’armée de terre ») le réduit à huit mois et exige que trois exemplaires soient produits pour avril 1918. Ce plan se révèle presque immédiatement intenable, d’autant que le développement se heurte à de nombreuses difficultés liées à la masse excessive de l’engin conjuguée à une sous-motorisation. Dès octobre 1917, la commission d’examen du projet conclut qu’au vu de sa lenteur, le véhicule ne peut guère avoir d’autre usage que celui de blockhaus semi-mobile dans le contexte d’une guerre de position,.
La production débute néanmoins dans la première moitié de l’année 1918 et est partagée entre l’usine Riebe de Berlin et celle de Wegmann à Cassel. Du fait du manque de ressources, aucun exemplaire ne parvient toutefois à être achevé avant la fin de la guerre. En effet, en novembre 1918, seulement deux chars sont proches d’être achevés, dont l’un n’est pas en état de rouler faute de moteurs. Les Alliés ayant refusés que l’exemplaire en état de marche soit testé, les deux véhicules sont démantelés en 1919. 

## Caractéristiques
Les spécifications originales exigent que le K-Wagen soit armé de quatre canons semi-automatiques d’un calibre compris entre 5 cm et 7 cm, quatre mitrailleuses et deux lance-flammes, tout en étant protégé par un blindage de 30 mm à l’avant et sur les côtés et en mesure de franchir des tranchées de quatre mètres de large. Bien que ces caractéristiques ne puissent résulter qu’en un véhicule extrêmement lourd, la propulsion prévue est réduite à deux moteurs de 200 hp chacun. Conscients de ce problème, les ingénieurs allemands prévoient alors un char démontable qui puisse être acheminé en train par lots de trente tonnes jusqu’à proximité immédiate de la ligne de front où l’engin serait alors assemblé.
Lorsque Joseph Vollmer est chargé du projet, il tente de rendre les spécifications plus réalistes en remplaçant les petits moteurs prévus par deux moteurs de bateau Daimler six cylindres de 650 hp chacun,.

### Données techniques
| Modèle                     | K-Wagen                 |
| -------------------------- | ----------------------- |
| Longueur                   | 12,98 m                 |
| Largeur                    | 6,10 m                  |
| Hauteur                    | 2,89 m                  |
| Longueur de contact au sol | 3,52 m                  |
| Garde au sol               |                         |
| Masse en ordre de combat   | 152 400 kg (estimation) |
| Pression au sol            |                         |

| Modèle                                | A7V                  |
| ------------------------------------- | -------------------- |
| Armement principal                    | 4 canons de 77 mm    |
| Traverse/Élévation armement principal |                      |
| Viseur                                |                      |
| Munitions armement principal          |                      |
| Armement secondaire                   | 7 mitrailleuses MG08 |
| Munitions armement secondaire         |                      |